# 莫斯克維季亞尼夫卡
49°55′30″N 27°16′22″E / 49.92500°N 27.27278°E
莫斯克維季亞尼夫卡（烏克蘭語：Москвитянівка），是烏克蘭西部的村莊，隸屬赫梅利尼茨基州的舍佩蒂夫卡區。該村始建於1730年，面積0.09平方公里，海拔高度280米，2001年人口212，人口密度每平方公里2,255.3人。